# Cadrezzate
Cadrezzate is een gemeente in de Italiaanse provincie Varese (regio Lombardije) en telt 1636 inwoners (31-12-2004). De oppervlakte bedraagt 5,0 km², de bevolkingsdichtheid is 315 inwoners per km².

## Demografie
Cadrezzate telt ongeveer 679 huishoudens. Het aantal inwoners steeg in de periode 1991-2001 met 4,4% volgens cijfers uit de tienjaarlijkse volkstellingen van ISTAT.
| Jaar | Inwoneraantal |
| ---- | ------------- |
| 1991 | 1511          |
| 2001 | 1577          |

## Geografie
Cadrezzate grenst aan de volgende gemeenten: Angera, Ispra, Osmate, Sesto Calende, Travedona-Monate.